# Œuvres associées à Paul Wittgenstein
Cet article regroupe les œuvres associées au pianiste Autrichien Paul Wittgenstein. Celui-ci perd son bras droit pendant la Première Guerre mondiale.
Les œuvres listées ci-dessous peuvent avoir été : 
- Arrangé pour la main gauche par lui (A)
- Commandé par lui (C)
- Dédié à Paul Wittgenstein (D), ou
- Créée par Paul Wittgenstein (P).

| Compositeur                       | Œuvres | Légende | Commentaires |
| --------------------------------- | --- | ------- | --- |
| Johann Sebastian Bach             | - Partita pour clavier no 1 in Si bémol majeur, BWV 825: VII, Gigue - Le Clavier bien tempéré, Livre I: Prélude no 1 en Do majeur, BWV 846 - Prélude en ut mineur, BWV 999 - Partita pour violon seul no 2 en Ré mineur, BWV 1004: V, Chaconne - Sonate pour flute en Mi bémol: Sicilienne - Sonate pour violon en Fa mineur: III | A       | Wittgenstein n'a arrangé que la partie pour piano du mouvement de la sonate pour violon |
| Bach-Gounod                       | - Meditation (« Ave Maria ») | A       | |
| Ludwig van Beethoven              | - Sonate pour piano no 3, Op. 2/3: Adagio - Sonate pour piano no 7, Op. 10/3: Largo - Sonate pour piano no 23 (Appassionata), Op. 57: Allegro assai | A       | |
| Sergei Bortkiewicz                | - Piano Concerto no 2 en Mi bémol, Op. 28 | DP      | Créé le 11 janvier 1929,. |
| Johannes Brahms                   | - Variations on an Original Theme, Op. 21/1: Variation 7 - An die Nachtigall, Op. 46/4 | A       | Wittgenstein a arrangé que la partie piano |
| Rudolf Braun (en)                 | - Piano Concerto pour la main gauche | DP      | Créé le 31 octobre 1927. |
| Rudolf Braun (en)                 | - Three Piano Pieces for the Left Hand: Scherzo, Perpetuum Mobile, Serenata | D       | Composed 1922, pub 1928. |
| Benjamin Britten                  | - Diversions for Piano Left Hand and Orchestra, Op. 21 | DP      | Créé le 17 janvier 1942. |
| Frédéric Chopin                   | - Étude op. 10, no 12, Révolutionnaire (existe en 2 versions) - Scherzo no 1 en Si mineur, Op. 20 - Étude op. 25, no 11, Op. 25/11 (paraphrase) | A       | |
| Norman Demuth (en)                | - Piano Concerto (1947) - Three Preludes for Paul Wittgenstein (1947) - Legend pour piano et orchestre (1949) | D       | |
| Hans Gál                          | - Piano Quartet en La majeur | DP      | Créé en 1928. |
| Leopold Godowsky                  | - Symphonic Metamorphosis of the Schatz-Walzer themes from Der Zigeunerbaron par Johann Strauss II | D       | Écrit pour Wittgenstein, qui ne l'a jamais joué. Godowsky l'a redédicacé à Simon Barere. |
| Edvard Grieg                      | - Pièces lyriques, Livre III, Op. 43: no 1, Papillon; no 3, Dans mon pays; No. 4, Oisillon | A       | |
| Ernst Haberbier (en)              | - Poetic Study, Op. 53/20 (Tremolo) | A       | |
| Joseph Haydn                      | - Sonate pour Piano en La bémol majeur: II - Quatuor à cordes, Op. 64/5: Adagio - Quatuor à cordes, Op. 76/3: II, variation 1 | A       | |
| Adolf von Henselt                 | - Étude, Op. 5/11 Liebeslied | A       | |
| Josef Herz                        | - Intermezzo pour la main gauche | D       | |
| Paul Hindemith                    | - [Klaviermusik (Concerto pour piano et orchestre), Op. 29 (1924) | CD      | Wittgenstein n'a pas compris l'œuvre et refusa de la jouer. Il garda la partition mais n'en parla jamais, on l'a cru perdue (redécouverte en 2002). Sa création eut lieu à Berlin en 2004, avec Leon Fleisher et l'Orchestre philharmonique de Berlin.            |
| Alexis Holländer (1840–1924)      | - Two tone poems for the left hand alone, Op. 69 | D       | |
| Leonard Kastle (en)               | - Concerto pour Piano | D       | |
| Erich Wolfgang Korngold           | - Concerto pour Piano pour la Main Gauche en Do majeur, Op. 17 (1923) | CDP     | Wittgenstein eut les droits exclusifs pour jouer ce concerto; créé le 22 septembre 1924, le compositeur en directeur. |
| Erich Wolfgang Korngold           | - Suite pour 2 Violons, Violoncelle and Piano (main gauche), Op. 23 (1930) | CDP     | Créée à Vienne le 21 octobre 1930. |
| Josef Labor                       | - Concert Piece in form of variations (1915) | DP      | Écrites alors que Wittgenstein est prisonnier de guerre à Omsk, en Russie. |
| Josef Labor                       | - Quatuor en Do mineur pour piano, violon, alto et violoncelle, Op. 6 (1916) | D       | |
| Josef Labor                       | - Violin Sonata en Mi majeur (1916) | DP      | Crée le 9 janvier 1917. |
| Josef Labor                       | - Concert Piece in F minor (1917) | DP      | Crée le 26 octobre 1936. |
| Josef Labor                       | - Trio en Mi mineur pour piano, clarinette et violoncelle (1917) | D       | |
| Josef Labor                       | - Sonate pour violoncelle en Do majeur (1918) | D       | |
| Josef Labor                       | - Trio en Sol mineur pour piano, clarinette et violoncelle (1919) | DP      | Crée le 25 janvier 1932. |
| Josef Labor                       | - Fantaisie en Fa dièse mineur (1920) | D       | |
| Josef Labor                       | - Concert Piece en Mi bémol majeur (1923) | D       | |
| Josef Labor                       | - Septuor pour flute, clarinette, basson, trompette, violon, violoncelle et piano | D       | Non terminée. |
| Josef Labor                       | - Quintet (Divertimento) pour piano, flute, hautbois, alto et violoncelle | DP      | Créé le 18 mars 1932. |
| Felix Mendelssohn                 | - Romances sans paroles, Livre 6, Op. 67: no 1 en Mi bémol, no 3 en Si bémol - Le Songe d'une nuit d'été, Op. 61: Notturno | A       | |
| Giacomo Meyerbeer                 | - Les Huguenots | A       | |
| Wolfgang Amadeus Mozart           | - Serenade no 11 for pour vents en Mi mineur, K. 375: Adagio | A       | |
| Sergei Prokofiev                  | - Concerto pour piano no 4, Op. 53 (1931) | CD      | Paul n'a pas compris la pièce, et ne voulut pas la jouer tant que ça ne serait pas le cas - et ne le fut jamais. Sa création eut lieu le 5 septembre 1956, par Siegfried Rapp, un pianiste allemand qui a perdu son bras droit durant la Seconde Guerre mondiale. |
| Giacomo Puccini                   | - Chœur de Madama Butterfly | A       | |
| Maurice Ravel                     | - Concerto pour la main gauche en Ré mineur (1929–32) | CDP     | Créé le 5 janvier 1932, avec l'Orchestre symphonique de Vienne et Robert Heger. |
| Felix Rosenthal (1867–1936)       | - Impromptu pour la main gauche | D       | |
| Moriz Rosenthal                   | - Neuer Wiener Carneval nach Themen von Johann Strauss (before 1935) | D       | |
| Moriz Rosenthal                   | - Fantasie sur l'opéra Faust de Gounod. | D       | Sur la partition est écrit Paul Wittgenstein in Bewunderung zugeeignet von Moritz Rosenthal (dédié avec admiration à Paul Wittgenstein par Moritz Rosenthal). |
| Moriz Rosenthal                   | - Un poco serioso (MS) | D       | |
| Anton Rubinstein                  | - Étude on false notes | A       | |
| Franz Schmidt                     | - Concertante Variations on a Theme of Beethoven (1923) | DP      | Créé à Vienne le 2 février 1924. |
| Franz Schmidt                     | - Piano Quintet en Sol majeur (1926) | DP      | Crée en 1927. |
| Franz Schmidt                     | - Quintet en Si pour piano, clarinette, violon, alto et violoncelle (1932) | DP      | Créé en 1933. |
| Franz Schmidt                     | - Concerto pour Piano no 2 en Mi-bémol majeur (1934) | DP      | Créé à Vienne le 10 février 1935. |
| Franz Schmidt                     | - Quintet en La pour piano, clarinette, violon, alto et violoncelle (1938) | D       | |
| Franz Schmidt                     | - Toccata en Ré mineur (1938) | D       | |
| Franz Schubert trans. Franz Liszt | - Meeresstille, D.216 (trans. Liszt S.557b, S.558/5) - Du bist die Ruh, D.665 (trans. Liszt S.558/3) | A       | |
| Robert Schumann                   | - Album pour la jeunesse, Op. 68: No. 1, Melodie; No. 14, Kleine Studie - Bunte Blätter, Op. 99: Nos. 1, 7 | A       | |
| Eduard Schütt                     | - Paraphrase on "Tales from the Vienna Woods", piano left-hand and orchestra | P       | Créé en février 1925, Musikvereinsaal, Vienne |
| Eduard Schütt                     | - Paraphrase for piano left hand and orchestra | DP      | Créé le 27 juin 1929,. |
| Johann Strauss II                 | - Morgenblätter | A       | |
| Richard Strauss                   | - Parergon zur Symphonia Domestica, pour main gauche et orchestre, Op. 73 | D       | |
| Richard Strauss                   | - Panathenäenzug, Op. 74 (1926–27) | DP      | Écrite avec Wittgenstein en tête mais non dédicacé. |
| Richard Strauss                   | - Exercices pour la main gauche (1926) | D       | |
| Alexandre Tansman                 | - Concert Piece for Piano left hand (1943), | D       | |
| Richard Wagner                    | - Quintet de l'opéra Die Meistersinger von Nürnberg | A       | |
| Wagner trans. Liszt               | - "Isoldes Liebestod" de l'opéra Tristan und Isolde, S.447 | A       | |
| Ernest Walker                     | - Study for the Left Hand, Op. 47 (1931) | D       | |
| Ernest Walker                     | - Variations on an Original Theme, trio pour piano, clarinette et cordes (1933) | D       | |
| Ernest Walker                     | - Prelude (Larghetto), Op. 61 (1935) | D       | |
| Karl Weigl                        | - Concerto pour piano (1924) | D       | |